# Camptostylus
Camptostylus is een geslacht uit de familie Achariaceae. De soorten uit het geslacht komen voor in westelijk tropisch Afrika, van Nigeria tot in Angola.

## Soorten
- Camptostylus kivuensis Bamps
- Camptostylus mannii (Oliv.) Gilg
- Camptostylus ovalis (Oliv.) Chipp